# Feliniopsis grisea
Feliniopsis grisea är en fjärilsart som beskrevs av François Louis Nompar de Caumont de Laporte 1973. Feliniopsis grisea ingår i släktet Feliniopsis och familjen nattflyn. Inga underarter finns listade i Catalogue of Life.